# Категорії естетики
Катего́рії есте́тики — це естетичні відчуття, смаки, оцінки, переживання, ідеї, ідеали, естетичні міркування, судження. Категорії естетики історично змінюються і розвиваються, відображаючи певні етапи у розвитку людського пізнання.
Естетичні уявлення можуть існувати в нашому розумі як пари протилежних категорій, боротьба протилежних сил: «прекрасне — потворне», «піднесене — низьке», «комічне — трагічне». Китайський мудрець Лао-Цзи казав: «відкиньте прекрасне, і не буде потворного, облиште високе, і не буде низького». Естетичні категорії — це духовні моделі естетичної практики, де закріплено досвід опанування людиною світу.
В естетичній свідомості людства незмінним зберігається існування естетичних категорій та їх глибинний зміст. Естетичні ж вподобання змінюються, як у часі, так і у просторі.
Естетична свідомість існує на рівнях:
- Безсвідомому — як генетично успадкований від предків інстинкт
- Чуттєвому — як емоційні стани
- Розумовому — як усвідомлені цінності, естетичні категорії

Естетичні категорії виступають мірилом людських почуттів, порухів душі. Звісно, вони є відносними визначеннями, оскільки відчуття прекрасного у кожного так чи інакше відрізняється. Вони розробляються на основі побудови логічних визначень, які включають у себе найголовніші ознаки і риси того, що підпадає під естетичну категорію. Правда, естетичні категорії скоріше послуговують для наукового пізнання прекрасного, ніж основою для відчуття прекрасного.

## Категорії гармонії, миру та хаосу
З відомого античного міфа Гармонія (у перекладі з грецької «злагода, лад»), була донькою бога війни Ареса та богині кохання і краси Афродіти. У міфі відбилось уявлення про гармонію як породження двох протилежних основ — краси і боротьби, любові і війни.
Інший давньогрецький міф розповідає про походження всесвіту, де гармонія є протилежністю хаосу, який виступає однією з першооснов виникнення всесвіту. Хаос — щось позбавлене якості, визначеності, форми, це порожнеча, розпорошеність. Гармонія ж означає певну якісну визначеність, єдність і оформленість цілого як сукупності складових частин. Принципом, на основі якого ця єдність можлива, є міра.
Грецької давнини сягають вислови: «нічого занадто», «міра — найкраще», «використовуй міру», «людина — міра всього». І, нарешті, найхарактернішим для піфагорійського вчення є те, що гармонія в них має числове вираження, що вона органічно пов'язана із сутністю числа.
Числова гармонія лежить в основі античного вчення про космос із симетрично розташованими і настроєними на певний музичний числовий тон сферами. Піфагорійці визнавали, що форма Всесвіту має бути гармонійною, і надавали їй вигляду симетричних геометричних фігур: Землі — форму куба, вогневі — форму пірамід, повітрю — форму октаедра, воді — форму ікосаедра, сфері Всесвіту — форму додекаедра. Саме з цим пов'язане відоме піфагорське вчення про гармонію сфер. Піфагор та його послідовники вважали, що рух світил навколо центрального світового вогню створює гармонійну музику. Тому космос постає гармонійно побудованим і музично оформленим тілом.
Гармонія притаманна насамперед об'єктивному світові речей, самому космосу. Вона властива і природі мистецтва.
Середньовічна естетика', яка виробляла своє розуміння гармонії, опинилася в складному і суперечливому становищі щодо античної спадщини. Античні уявлення про гармонійну побудову космосу, про мірне обертання небесних сфер не відповідали біблійним поглядам на будову і походження світу. Необхідно було обґрунтовувати нову християнську космогонію, аби замінити ідею космічної гармонії ієрархією земного і небесного, людського і Божого. Проте зовсім відмовитися від античного вчення про гармонію служителів культу не могли.
Св. Григорій Нісський вважав, що гармонічна влаштованість світу є доказом слави Божої. Нової ідеєю щодо гармонії було уявлення її як тотожності цілого і частини; за нею стояло вчення стоїків і неоплатонівців про єдність мікро- і макрокосмосу.
Категорії гармонії і міри широко використовувалися й у Новий час, проте вони вже не були головними естетичними поняттями, за допомогою яких усвідомлювалися нові естетичні проблеми.
Певний підсумок розвитку розуміння гармонії і міри знаходимо у Гегеля. Гармонію він розглядає в системі споріднених естетичних понять — правильності, симетрії, закономірності. Правильність, на його думку, є найбільш елементарним і абстрактним виявленням довершеності. Вана створюється шляхом однакового повторення певної фігури або мотиву, а отже, повністю виключає усяку різноманітність, в усьому передбачає однаковість і тотожність. З усіх ліній найправильнішою є пряма, а з геометричних фігур — куб.
З правильністю пов'язана і симетрія. Але тут вже не досить одноманітного повтору тієї самої визначеності, що є в абстрактній правильності. Симетрія вимагає також і здійснення розрізнених у розмірах, положенні, формі, кольорі певних визначеностей, які, об'єднуючись, створюють симетрію. Обидва ці поняття, з точки зору Гегеля, характеризують кількісну визначеність речі, однак ще не відкривають діалектичного співвідношення кількості і якості. Що ж до гармонії, то вона має відношення не тільки до кількісної, а й до якісної визначеності, містить в собі три складові — внутрішню єдність, цілісність і узгодженість.
Отже, категорія міри набуває в естетиці Гегеля універсального діалектичного значення. Всяка єдність протилежностей виступає в нього як міра, в якій ці протилежності об'єднуються. В цьому відношенні розуміння гармонії у Гегеля близьке до античного поняття середини. Гармонія виступає як певний тип міри, де якісні протилежності перебувають в якійсь єдності і цілісності.
Сучасна естетична наука широко використовує філософські категорії гармонії і міри. Однією із кардинальних її проблем є питання про гармонію природи і навіть більше — про гармонію Всесвіту. Чи відповідають виміри людини вимірам природи, біосфери? Не менш актуальною є проблема виховання гармонійної людини.

## Категорії прекрасне і потворне
Прекрасне — центральна категорія естетики, в якій знаходять оцінку явища дійсності, твори мистецтва, які дають людині відчуття насолоди, втілюють у предметно-чуттєвій формі свободу і повноту творчих і пізнавальних сил і здатностей людини в усіх областях суспільного життя: трудовій, соціально-політичній, духовній та ін.
Це найвища естетична цінність, яка збігається з уявленнями людини про досконалість або про те, що вдосконалює життя. Прекрасне — основна позитивна форма естетичного освоєння дійсності. В ній знаходить своє безпосереднє відображення естетичний ідеал.
Найбільш близькі за значенням поняття: гармонійне, досконале, краса, гарне, вродливе, яскраве.
В естетиці існує декілька моделей розуміння прекрасного:
- 1. Прекрасне розуміють як втілення Бога (абсолютної ідеї) у конкретних речах чи явищах.
- 2. Прекрасне не є чимось об'єктивним. Джерелом та витоком прекрасного є сама людина, її свідомість.
- 3. Прекрасне — це природний прояв об'єктивних якостей явищ дійсності, найбільш близький до їх природних особливостей.
- 4. Прекрасне — це співвідношення об'єктивних особливостей життя з людиною як мірою краси.

Особливості прекрасного:
- має об'єктивну основу, що відбилась у так званих законах краси: законах гармонії, симетрії, міри;
- має конкретно-історичний характер;
- уявлення про прекрасне залежить від конкретних соціальних умов життя особистості, тобто від її способу життя;
- ідеал прекрасного визначається також особливостями національної культури;
- суб'єктивне розуміння прекрасного зумовлене рівнем індивідуальної, особистісної культури, особливостями естетичного смаку.

Потворне — антипод, протилежність прекрасного. Це категорія пов'язана з оцінкою тих явищ, які викликають людське обурення, незадоволення внаслідок дисгармонії і відображає неможливість або відсутність досконалості.
Отже, якщо людина впізнає втілені в життя свої ідеальні уявлення про дійсність або те, що сприяє її вдосконаленню, то вона сприймає такі явища як прекрасні, а якщо зустрічаються з розпадом життя, з зовнішньою або внутрішньою дисгармонією, то це оцінюється як потворне. Тому прекрасне — найвища позитивна естетична цінність, а потворне — негативна естетична цінність.

## Категорії піднесене і низьке
Піднесене — категорія естетики, яка відбиває сукупність природних, соціальних та художніх явищ, які є винятковими за своїми якісними характеристиками, завдяки чому вони виступають як джерело глибокого естетичного переживання. Якщо прекрасне несе в собі людську міру, то піднесене — це перевищення міри, тобто піднесене — це те, що вражає людське уявлення силою або масштабом свого прояву.
Піднесене — колосальне, могутнє, що перевищує можливості сучасного людства. Це естетична категорія, яка виражає сутність явищ, подій, процесів, які мають велику суспільну значущість, що впливають на життя людини, на долі людства. Події і явища, що оцінюються як піднесені, естетично сприймаються людиною як протиставлення всьому приземленому, примітивному, буденному. Піднесене викликає в людини особливі відчуття і переживання, яке підіймає його над усім примітивним, веде людину на боротьбу за високі ідеї. Піднесене тісно пов'язане з прекрасним, також виступаючи втіленням естетичного ідеалу.
Пафос, патетичне — від грецького path́etikos, сповнений почуття, ṕathos — страждання; споріднена категорія, що виражає великі та сильні людські почуття. Ці патетичні почуття виникають внаслідок прийняття найважливішого рішення, наприклад, на краю смерті.
Низьке — категорія естетики, яка відтворює негативні явища дійсності і особливості суспільного та індивідуального життя, які викликають у людини співвідносну естетичну реакцію (презирство і зневагу). Низьке на противагу піднесеному є буденним, звичайним. Але це не вся звичайна реальність, це гірша, нижча її частина. Як низькі сприймаються явища, які містять загрозу для життя людини, її гідності, самоповаги, які заважають процесу самореалізації особистості.

## Категорії комічне і трагічне
Трагічне — це категорія естетики, що відбиває діалектику свободи та необхідності, втілюючи найгостріші життєві протиріччя між необхідністю чи бажанням та неможливістю їх здійснення. В центрі трагічного — конфлікт між тим, що людина може (необхідність), і тим, чого вона бажає (свобода), або ж між тим, що людина має (обов'язком) і чого хоче (бажанням). Тобто конфлікт між прагненнями різного рівня — особистими та соціальними.
Трагічний герой — це особистість, яка свідомо і вільно обирає свій шлях, розуміючи, що його неминуче за цей вибір чекає страждання або навіть смерть.
Комічне — результат контрасту, розладу, протистояння прекрасного потворному, низького — піднесеному, внутрішньої пустоти — зовнішньому вигляду, що претендує на значущість. Комічне, як і будь-яке естетичне явище є соціальним. Воно перебуває не в об'єкті сміху, а в тому, хто сприймає протиріччя як комічне. Комічне пов'язане з загальною культурою людини.
Форми комічного:
- гумор (використання дотепності та гри слів);
- сатира (критика недоліків, суперечностей);
- іронія (прихований сміх, замаскований серйозною формою);
- сарказм («зла іронія», що має руйнівну силу).

## Естетичні категорії та людські емоції
Основні естетичні категорії найтісніше пов'язані з емоційно-чуттєвими станами людини:
- Гармонія — рівновага, спокій, радість, лад
- Хаос — дисгармонія, безлад, порушення рівноваги, неспокій
- Прекрасне — захоплення, милування, задоволення
- Потворне — огида, незадоволення, розчарування
- Піднесене — радість, хвилювання, збудження
- Низьке — гнів, огида, презирство, зневага
- Комічне	— сміх, радість, збудження
- Трагічне — горе, співчуття, пригнічення або збудження, розпач, фрустрація
- Героїчне — дії окремої особи чи суспільства в цілому задля прогресу, які вимагають особливої віддачі моральних, інтелектуальних, фізичних зусиль, мужності, відваги, самопожертви.